# Bengt Lindroos
Bengt Ingmar Lindroos, född 22 september 1918 i Risinge församling, död 22 augusti 2010 i Maria Magdalena församling i Stockholm, var en svensk arkitekt. Bland Lindroos verk märks Kaknästornet och kvarteret Drottningen, två byggnader i Stockholm. Den sistnämnda belönades med Kasper Salin-priset 1986. Han var gift med textilkonstnären Gunvor Lindroos och far till konstnären Lova Lindroos.

## Liv och verk

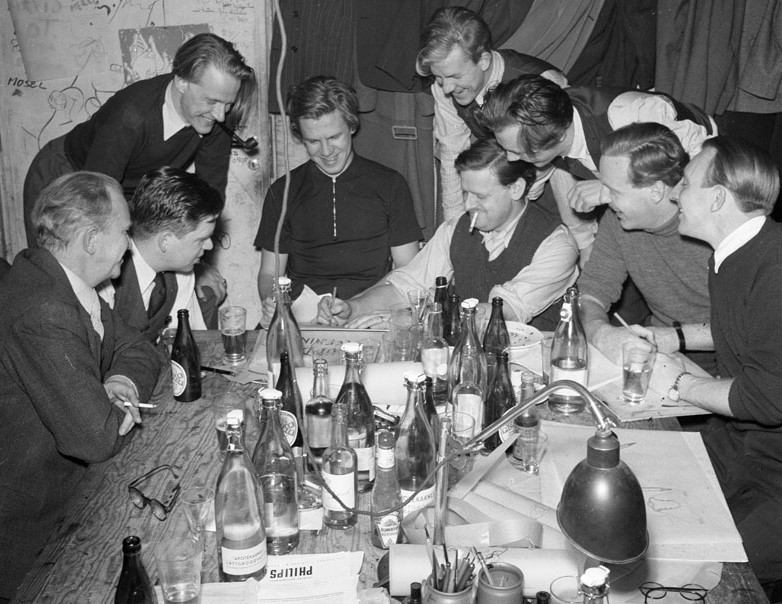
Blandarens redaktion 1943 med Lindroos som tredje från vänster.

Efter att ha börjat med husritning vid 17 års ålder studerade Lindroos vid Kungliga Tekniska högskolan 1942–1945. Han var anställd på Sven Markelius arkitektkontor mellan 1941 och 1954. Lindroos bodde också en tid i Kollektivhuset på John Ericssonsgatan i Stockholm som ritades av Markelius. Därefter startade han eget tillsammans med Hans Borgström, ett samarbete som varade fram till 1968.
Lindroos bidrog från 1940-talet fram till 2010 i KTH-tidningen Blandaren under signaturen Lazy.

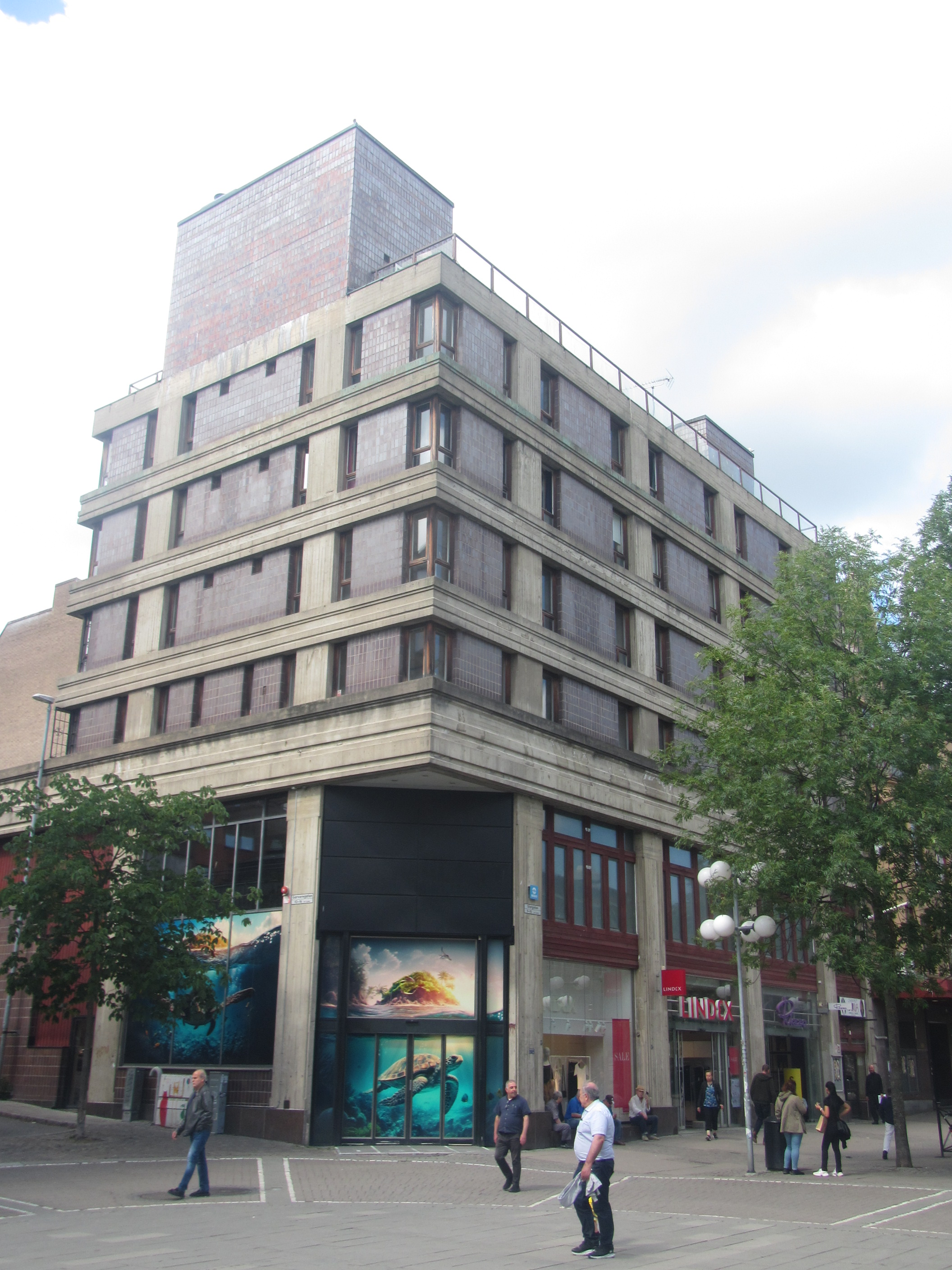
Metrohuset

Lindroos ritade tillsammans med Hans Borgström det så kallade Kopparhuset i Södertälje. Därefter ritade han Metrohuset. Byggnaden är ett verk som han själv framhåller som ett av sina främsta.
Bronsreliefen som delas ut till vinnaren av Kasper Salin-priset är formgiven av Lindroos. Makarna Lindroos är begravda på Maria Magdalena kyrkogård i Stockholm.

## Formspråk
Bengt Lindroos var bland annat känd för att använda kvadratiska former i sin arkitektur. Exempel på det är Kaknästornets utformning och den fyrkantiga Söderledskyrkan i Hökarängen, ritad av Lindroos och Borgström. Han var även en tidig förespråkare för öppna planlösningar.

## Byggnader (urval)

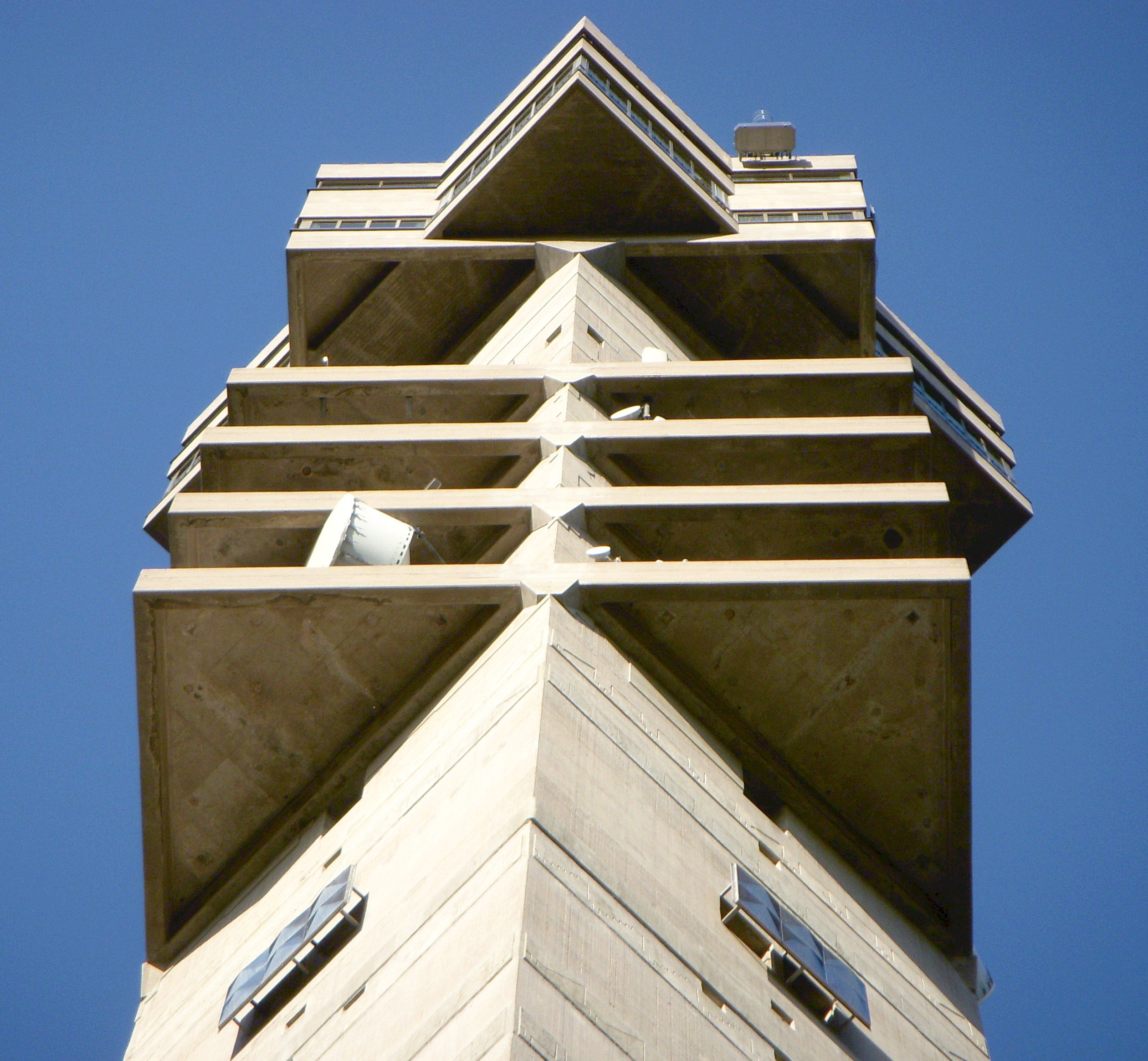
Kaknästornet i Stockholm

- Villa Albion, Drottningholmsmalmen, 1956.
- American Swedish Historical Museum, North library, inredning, Philadelphia, USA, 1957
- Unescos bibliotek, inredning, Paris, Frankrike, 1958
- Söderledskyrkan, Farsta, Stockholm, 1956–1960
- Metrohuset, Södertälje, 1962–1965
- Kaknästornet, Stockholm, 1962–1967
- Varuhus för Epa, Oxelösund, 1963
- Stora Lappkärrsberget, Stockholm, 1968–1970
- Vägaren 23 (även kallad Orangea huset), Folkungagatan 60–66, Stockholm 1971–1973
- NK tillbyggnad på f.d. Smålandsgatan, Stockholm, 1973
- Regeringsgatan 42–44, kontorshus, Stockholm, 1973
- Nymble, THS:s kårhus vid KTH, tillbyggnad, Stockholm, 1975–1977
- IBM:s huvudkontor, Kista, 1974–1978, numera Internationella engelska skolan, tillsammans med Carl Nyrén
- Hammarbytornet, Stockholm, 1983–1986
- Kvarteret Drottningen, Glasbruksgatan 36-42, Stockholm, 1981–1985
- Stadshypotekshuset, Örebro, 1983–1985
- Nya Rådstugugatan 21, bostadshus, Norrköping, 1985–1987
- Kvarteret Kadetten, bostadshus, Göteborg, 1987–1990
- Kvarteret Svärdet, bostadshus, Stockholm (Södra stationsområdet), 1987–1990
- Stureplan 13, kontorshus, Stockholm,
- Motionsmanege för hästar, Ekholmsnäs, Lidingö
- Norrpada, kataloghus, Stockholm[förtydliga], 2007[11]

## Bilder

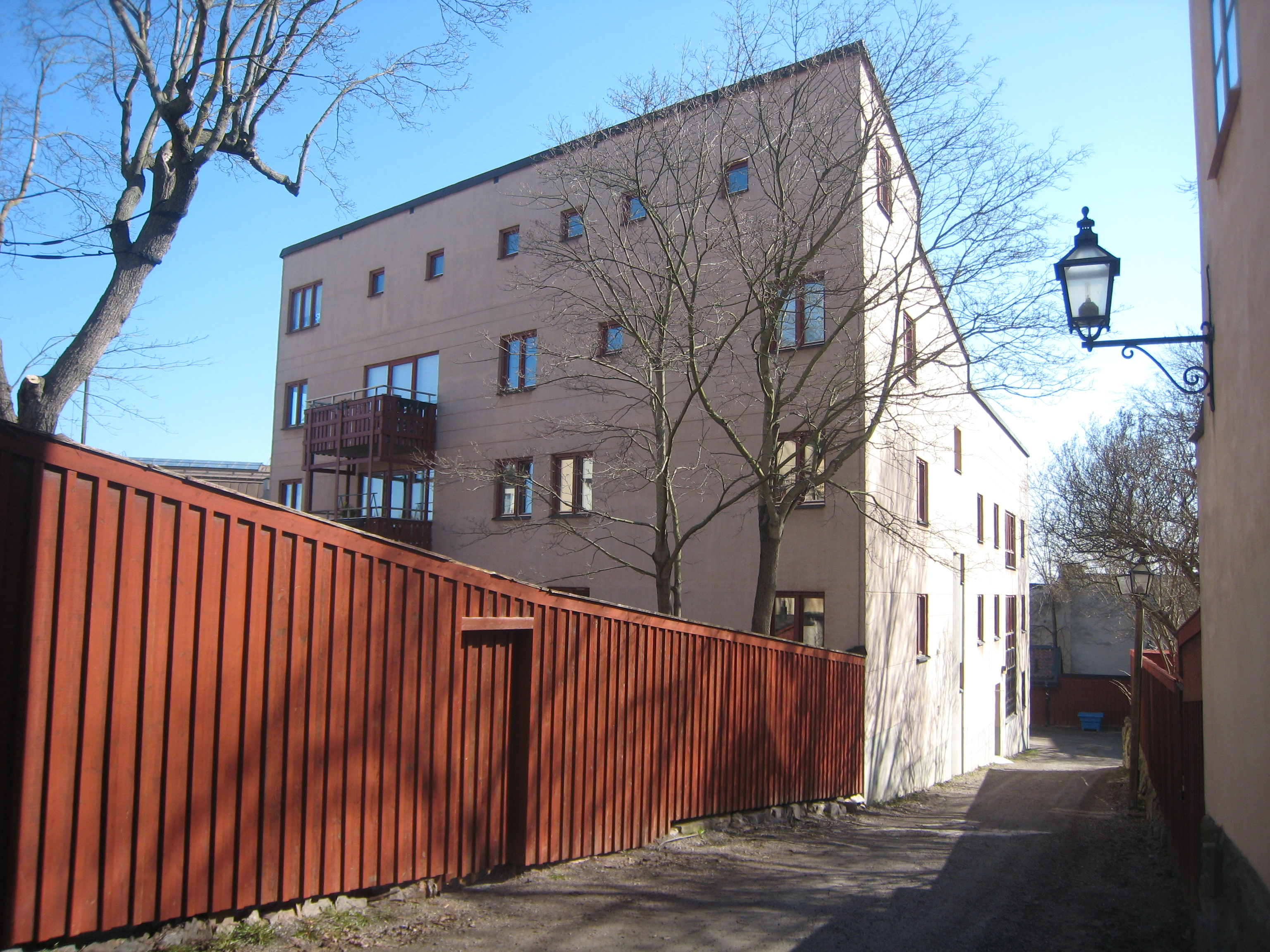
Kvarteret Drottningen, Södermalm.
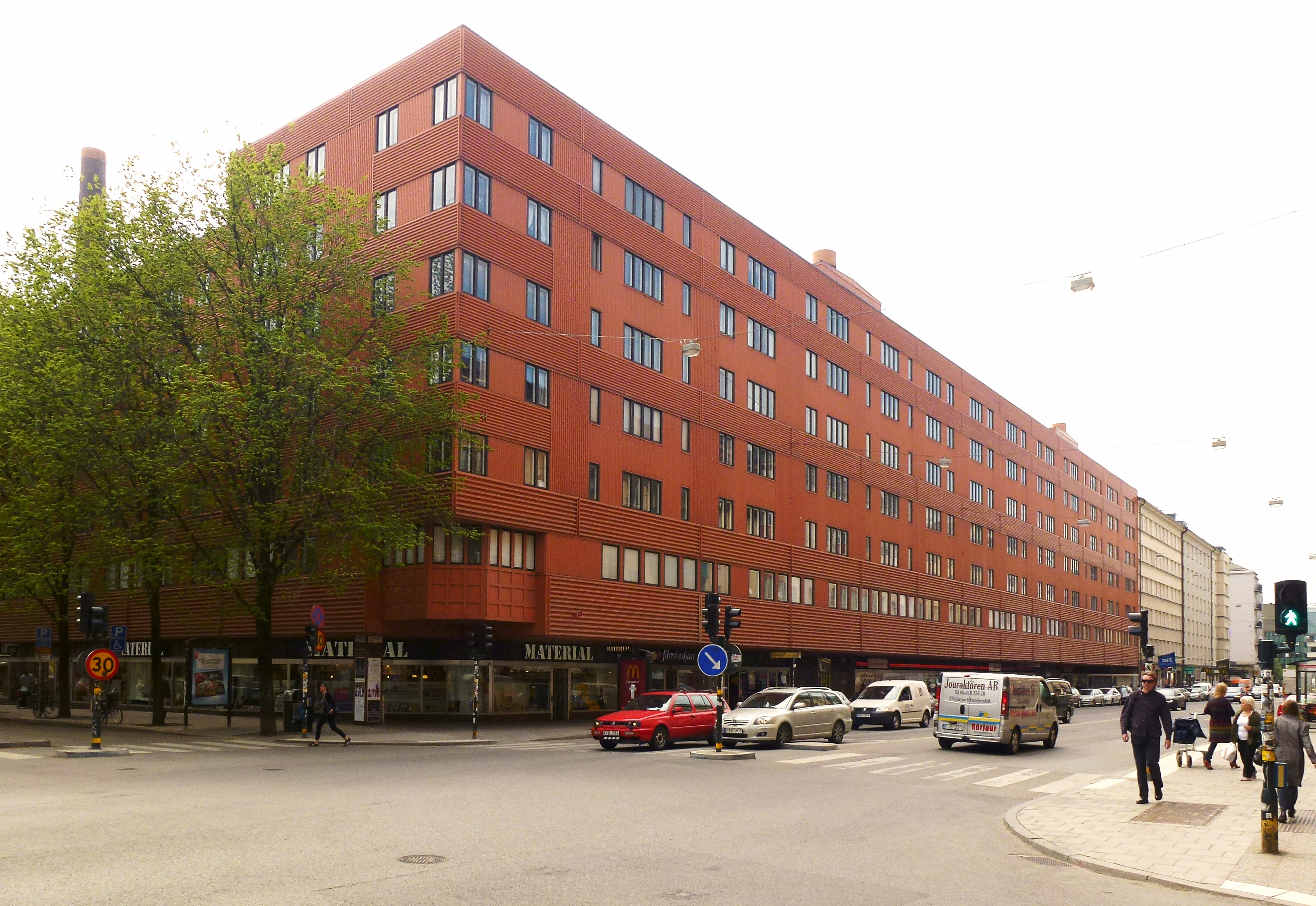
"Orangea huset", Södermalm.
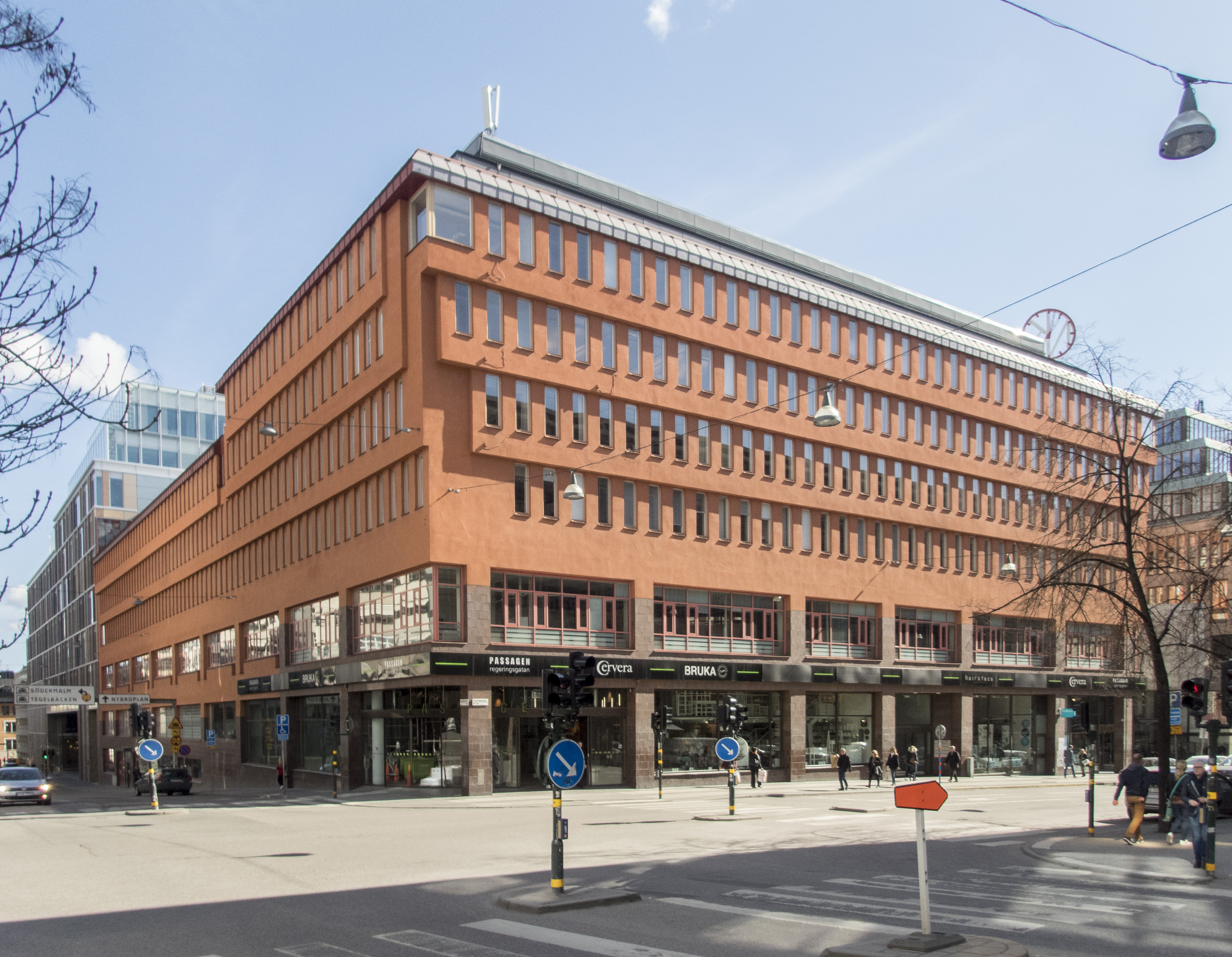
Regeringsgatan 42-44
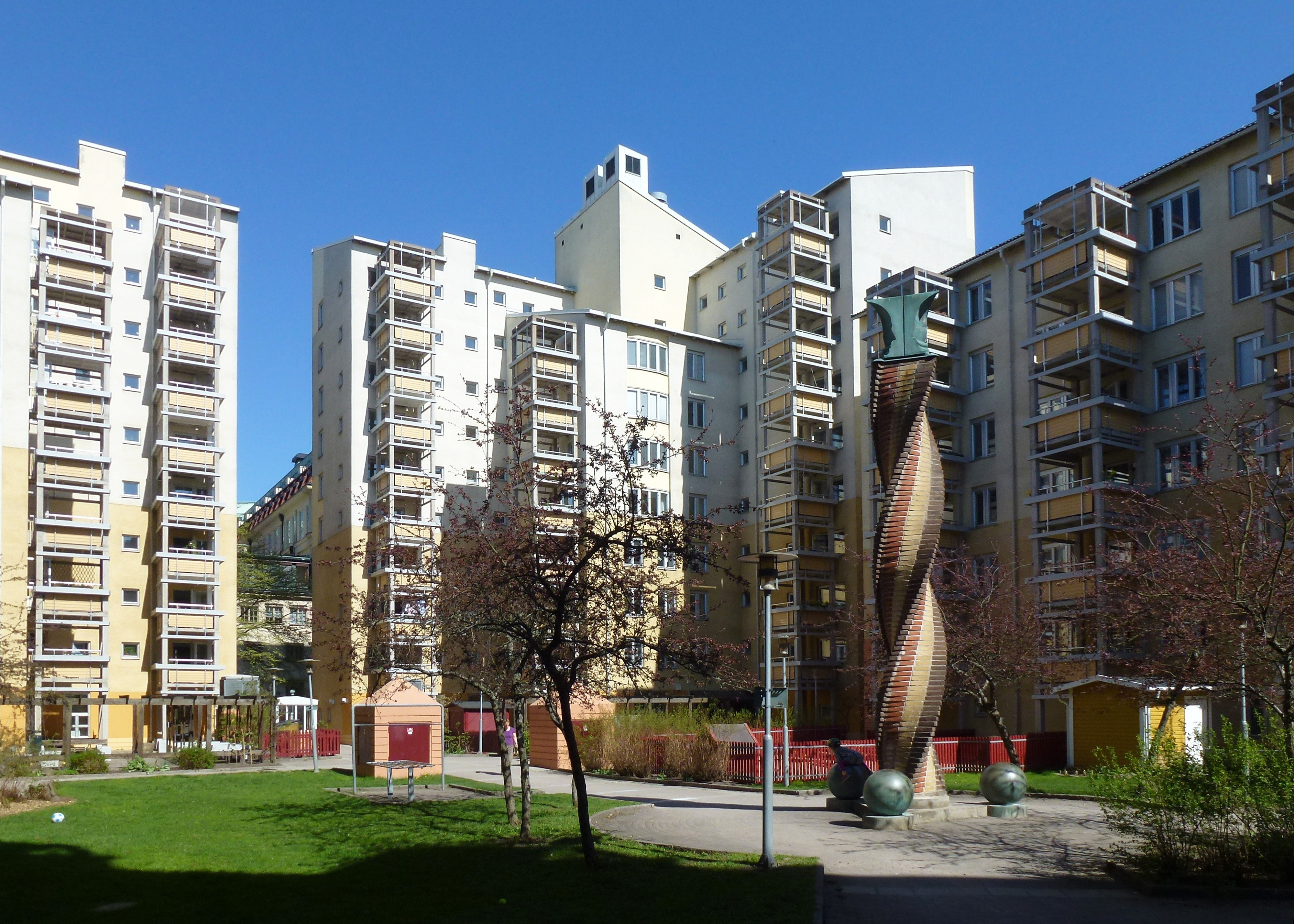
Kvarteret Svärdet.
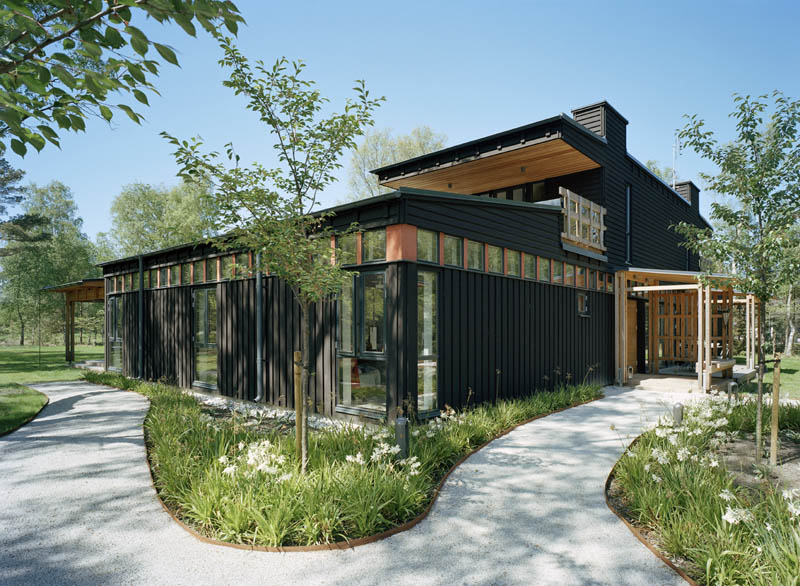
Villa Victoria, Norrpada